# ألتون كولمان
ألتون كولمان (بالإنجليزية: Alton Coleman) هو قاتل متسلسل وقاتل فترة أمريكي، ولد في 6 نوفمبر 1955 في وكغن في الولايات المتحدة، وتوفي في 26 أبريل 2002 في لوكاسفيل في الولايات المتحدة. قتل ما يقرب عن 9 أشخاص